# Cissus araguainensis
Cissus araguainensis är en vinväxtart som beskrevs av J. A. Lombardi. Cissus araguainensis ingår i släktet Cissus och familjen vinväxter. Inga underarter finns listade i Catalogue of Life.